# Tỉnh của Belarus
Ở cấp hành chính địa phương thứ nhất, Belarus được chia thành sáu tỉnh (oblast) và một thành phố thủ đô Minsk. Minsk cũng đóng vai trò là trung tâm hành chính của tỉnh Minsk.
Các tỉnh được chia thành các huyện (raion) và thành phố. Thủ đô Minsk được chia thành các quận (raion).
Bố cục và phạm vi của các tỉnh được thiết lập vào năm 1960 khi Belarus (khi đó là Cộng hòa Xã hội chủ nghĩa Xô viết Byelorussia) là một nước cộng hòa cấu thành của Liên bang Xô viết.

## Lịch sử
Vào đầu thế kỷ 20, ranh giới của các vùng đất Belarus trong Đế quốc Nga vẫn đang được xác định. Năm 1900, nó nằm trong toàn bộ các tỉnh Minsk và Mogilev, hầu hết tỉnh Grodno, một phần của tỉnh Vitebsk và một phần của tỉnh Vilna. Chiến tranh thế giới thứ nhất, nền độc lập của Ba Lan, cũng như Chiến tranh Ba Lan-Xô viết 1920-1921 đã ảnh hưởng đến ranh giới. Năm 1921, Belarus có tất cả những gì ngày nay là tỉnh Minsk ngoại trừ rìa phía tây, phần phía tây của tỉnh Gomel, một phần phía tây của tỉnh Mogilev và một phần nhỏ của tỉnh Vitebsk. Năm 1926, phần phía đông của tỉnh Gomel được thêm vào.  

Trong Cộng hòa Xã hội chủ nghĩa Xô viết Byelorussia, các đơn vị hành chính mới được gọi là oblast hoặc voblast (cùng nguồn gốc với từ oblast trong tiếng Nga với nguyên âm v-) được giới thiệu vào năm 1938. Trong Chiến tranh thế giới thứ hai, Belarus đã giành được lãnh thổ ở phía tây, với các tỉnh Baranavichy, Belastok (Białystok), Brest, Pinsk và Vileyka. Năm 1944, Belastok bị loại bỏ và các tỉnh mới Babruysk, Grodno và Polotsk được thành lập. Đồng thời, tỉnh Vileika được đổi tên thành tỉnh Molodechno.
Vào những thời điểm khác nhau giữa năm 1938 và 1960, tồn tại các tỉnh  sau:
- Tỉnh Babruysk , thành lập năm 1944, bãi bỏ năm 1954
- Tỉnh Baranavichy , thành lập năm 1939, bãi bỏ năm 1954
- Tỉnh Belastok , thành lập năm 1939, bãi bỏ năm 1944 (nay là Białystok tại Ba Lan)
- Tỉnh Brest , thành lập năm 1939
- Tỉnh Gomel , thành lập năm 1938
- Tỉnh Grodno , thành lập năm 1944
- Tỉnh Maladzyechna đổi tên tỉnh Vileyka năm 1944, bãi bỏ năm 1960
- Tỉnh Mogilev , thành lập năm 1938
- Tỉnh Minsk , thành lập năm 1938
- Tỉnh Navahrudak , thành lập năm 1939, đổi tên tỉnh Baranavichy tháng 12 năm 1939
- Tỉnh Pinsk , thành lập năm 1939, bãi bỏ năm 1954
- Tỉnh Polatsk , thành lập năm 1944, bãi bỏ năm 1954
- Tỉnh Polesia , thành lập năm 1938, bãi bỏ năm 1954
- Tỉnh Vitebsk , thành lập năm 1938
- Tỉnh Vileyka , thành lập năm 1939, đổi tên tỉnh Maladzyechna năm 1944

## Tỉnh
|   | Hiệu kỳ | Tỉnh            | Thủ phủ         | Tiếng Nga   | Tiếng Belarus | Dân số (2022) | Diện tích (km2) | Mật độ   | % dân số |
| - | ------- | --------------- | --------------- | ----------- | ------------- | ------------- | --------------- | -------- | -------- |
| 1 |         | Thành phố Minsk | Thành phố Minsk | Минск       | Мінск         | 1.987.000     | 305,50          | 6.606,48 | 21,44%   |
| 2 |         | Brest           | Brest           | Брестская   | Брэсцкая      | 1.356.000     | 32.790,68       | 41,11    | 14,32%   |
| 3 |         | Gomel           | Gomel           | Гомельская  | Гомельская    | 1.380.000     | 40.361,66       | 34,40    | 14,75%   |
| 4 |         | Grodno          | Grodno          | Гродненская | Гродзенская   | 1.037.000     | 25.118,07       | 40,88    | 10,91%   |
| 5 |         | Mogilev         | Mogilev         | Могилёвская | Магілёўская   | 1.018.000     | 29.079,01       | 35,24    | 10,89%   |
| 6 |         | Minsk           | Minsk           | Минская     | Мінская       | 1.464.000     | 39.912,35       | 36,86    | 15,63%   |
| 7 |         | Vitebsk         | Vitebsk         | Витебская   | Вiцебская     | 1.128.000     | 40.049,99       | 28,36    | 12,06%   |
|   |         | Belarus         | Minsk           | Беларусь    | Беларусь      | 9.370.000     | 207.617,26      | 45,34    | 100,00%  |